# Giuseppe De Rossi (scrittore)
Giuseppe De Rossi (Roma, 9 luglio 1861 – 18 gennaio 1945) è stato uno scrittore e giornalista italiano. Fu autore di romanzi e di racconti.

## Biografia
Giuseppe De Rossi, talvolta scritto anche De' Rossi, nasce a Roma il 9 luglio 1861 da Giovanni De Rossi e Orsola Visconti, il padre, Garibaldino, apparteneva alla famiglia di Gherardo De Rossi, poligrafo e poeta della Roma di Papa Pio VI e la madre apparteneva alla famiglia di Ennio Quirino, studioso di Archeologia e Filologia; mentre suo nonno apparteneva al Sanfedismo  De Rossi è un giornalista, romanziere e memorialista fecondo, inizia a scrivere sui giornali della capitale in giovanissima età, e grazie ai precoci esordi ha avuto un intenso rapporto col mondo editoriale del suo tempo, è stato anche critico letterario de La Tribuna e direttore della casa editrice ad essa collegata Roux e Viarengo. Inoltre è stato anche redattore di Capitan Fracassa, giornale letterario e satirico fondato a Roma nel 1880 da Gandolin, pseudlonimo di Luigi Arnaldo Vassallo e del Bersagliere.
Nell'opera Memoriale di Eutichio Tuttibozzi narra molti episodi della sua vita del tempo della sua infanzia, quando a nove anni visse la Presa di Roma . Rimasto orfano di padre in tenera età iniziò a lavorare duranti gli studi liceali come copista presso studi professionali di un avvocato e un ingegnere e come commesso del libraio editore romano Ulisse Carboni, tale situazione non gli consentì di compiere un regolare corso di studio, viceversa però la precoce attività lavorativa presso l'editore lo avvicinò al mondo della letteratura. Iniziò a pubblicare i primi scritti firmati D'Artagnan nel Giornale dei bambini di Carlo Collodi.
In un momento di ristrettezze economie De Rossi fu presentato da Giggi Zanazzo all'editore Edoardo Perino con cui intraprese una proficua attività durata per un decennio, dal 1885 al 1895. Su suggerimento di De Rossi l'editore Perino accettò di pubblicare Fior di Sardegna, il primo romanzo del premio nobel per la letteratura italiana Grazia Deledda, e avviò la pubblicazione della collana Biblioteca diamante, una collezione di piccole opere di grandi scrittori italiani venduta a 20 centesimi. De Rossi diresse per Perino la rivista letteraria settimanale Piccola Antologia a cui collaborarono tra gli altri Edmondo De Amicis, Enrico Panzacchi, Alfredo Niceforo e Giulio Natali.
De Rossi diresse per l'editore Enrico Voghera la Collezione Margherita che pubblicò opere di Edmondo De Amicis, Cesare Pascarella, Edoardo Scarfoglio, Matilde Serao, Clarice Tartufari, Olindo Guerrini, Ugo Ojetti, e Roberto Bracco.
Introdusse per primo in Italia i romanzi di Hall Caine H. G. Wells, Rudyard Kipling, curò inoltre le edizioni delle opere di storia romana di Ferdinand Gregorovius e di Theodor Mommsene. Lavorò a traduzioni di opere francesi, curò edizioni e collane editoriali, fu inoltre fecondo romanziere e novelliere.
De Rossi morì dimenticato il 18 gennaio 1945.

## Traduzioni
- Honoré de Balzac, Le piccole miserie della vita coniugale / O. de Balzac ; versione italiana di Giuseppe De' Rossi, Roma : E. Perino, 1883

## Opere
- Primi ricordi, Roma, Paolini, 1880
- Maschio e femmina, scene della vita di oggi, Roma, Perino, 1884, già pubblicato sotto altro titolo
- Baciami e poi, Roma : Edoardo Perino, 1885
- La conquista del Paradiso, Roma, Moino, 1886
- Paradiso in terra, 1887
- Alla guerra, 1888
- Le parabole dell'eterno fallo, Roma, Perino, 1889
- Mal d'amore, Milano, Baldini e Castoldi, 1893
- Eva novissima, Roma, Perino, 1889
- Nove mesi dopo, 1890
- Peccato d'autunno, Roma : E. Perino, 1890
- Era novissima, 1893
- Il guercio di Porta Pia: romanzo romano, Roma : E. Perino, 1895
- La Comune di Parigi, Roma, Perino, 1895
- Le due colpe, Roma, Voghera, 1897
- L'addolorata, Milano, Baldini e Castoldi, 1897
- Sant'Elena, Roma, Voghera, 1899
- Colui che ha tutto perduto, Roma, STEN, 1911
- Quando il sogno è finito, Roma, STEN, 1902
- Figurine, 1905
- Il trionfo della donna, Roma, Carra, 1920
- Camicie rosse, Roma, Carra, 1920
- Non erano castelli in aria, Milano, Mondadori, 1928.
- Il romito di Castelgiocondo: memoriale di Eutichio Tuttibozzi, trascritto da Giuseppe De Rossi, Milano : F.lli Treves, 1928